# Семюел Гарднер
Семюел Гарднер (англ. Samuel Gardner 25 серпня 1891, Єлизаветград — 23 січня 1984, Нью-Йорк) — американський скрипаль і композитор єврейського походження.

## Біографія
Батьки Гарднера, Яків Гарднер і Мінні Поллак, емігрували разом з Гарднером до Сполучених Штатів Америки в 1893 році. У сім років він почав займатися на скрипці. А з дев'ятирічного віку брав уроки у відомих педагогів — Чарлза Мартіна Лефлера, потім Фелікса Вінтерніца, а також у Франца Кнайзеля в Інституті музичного мистецтва.
У 1914 році грав другу скрипку в Квартеті Франца Кнайзеля (замінюючи покликаного на військову службу Ганса Летца). З 1915 по 1916 рік помічник концертмейстера в Чиказькому симфонічному оркестрі. З 1918 по 1920 рік скрипаль в Елшуко-тріо.
Надалі Гарднер викладав в Джульярдській школі (1924–1941), Колумбійському університеті і Університеті штату Вісконсин. Написав кілька навчальних посібників. Музичні твори Гарднера призначені для скрипки або струнного ансамблю. За свій струнний квартет ре мінор (1918) він був удостоєний Пулітцерівської премії.